# Olympische Sommerspiele 2016/Teilnehmer (Katar)
| Gelbes Symbol für Goldmedaillen mit stilisierten Olympischen Ringen | Graues Symbol für Silbermedaillen mit stilisierten Olympischen Ringen | Braundes Symbol für Bronzemedaillen mit stilisierten Olympischen Ringen |
| ------------------------------------------------------------------- | --------------------------------------------------------------------- | ----------------------------------------------------------------------- |
| —                                                                   | 1                                                                     | —                                                                       |

Katar nahm an den Olympischen Spielen 2016 in Rio de Janeiro teil. Es war die insgesamt neunte Teilnahme an Olympischen Sommerspielen. Das katarische NOC al-Ladschna al-ulimbiyya al-qatariyya nominierte 38 Athleten in zehn Sportarten.

## Teilnehmer nach Sportarten

### Beachvolleyball
| Athleten                                  | Gruppenphase                                    | Gruppenphase | Gruppenphase | Gruppenphase | Achtelfinale            | Achtelfinale | Viertelfinale | Viertelfinale | Halbfinale    | Halbfinale    | Finale        | Finale        | Rang          |
| Athleten                                  | Gegner                                          | Ergebnis     | Punkte       | Rang         | Gegner                  | Ergebnis     | Gegner        | Ergebnis      | Gegner        | Ergebnis      | Gegner        | Ergebnis      | Rang          |
| ----------------------------------------- | ----------------------------------------------- | ------------ | ------------ | ------------ | ----------------------- | ------------ | ------------- | ------------- | ------------- | ------------- | ------------- | ------------- | ------------- |
| Männer                                    |                                                 |              |              |              |                         |              |               |               |               |               |               |               |               |
| Jefferson Santos Pereira Cherif Younousse | Gibb / Patterson Herrera / Gavira Huber / Seidl | 0:2 2:1      | 5            | 2            | Semjonow / Krassilnikow | 0:2          | ausgeschieden | ausgeschieden | ausgeschieden | ausgeschieden | ausgeschieden | ausgeschieden | ausgeschieden |

### Boxen
| Athleten              | Wettbewerb                  | 1. Runde                   | 1. Runde | Achtelfinale  | Achtelfinale  | Viertelfinale | Viertelfinale | Halbfinale    | Halbfinale    | Finale        | Finale        | Rang          |
| Athleten              | Wettbewerb                  | Gegner                     | Ergebnis | Gegner        | Ergebnis      | Gegner        | Ergebnis      | Gegner        | Ergebnis      | Gegner        | Ergebnis      | Rang          |
| --------------------- | --------------------------- | -------------------------- | -------- | ------------- | ------------- | ------------- | ------------- | ------------- | ------------- | ------------- | ------------- | ------------- |
| Männer                |                             |                            |          |               |               |               |               |               |               |               |               |               |
| Hakan Erşeker         | Leichtgewicht bis 60 kg     | Xurshid Tojiboyev          | 0:3      | ausgeschieden | ausgeschieden | ausgeschieden | ausgeschieden | ausgeschieden | ausgeschieden | ausgeschieden | ausgeschieden | ausgeschieden |
| Thulasi Tharumalingam | Halbweltergewicht bis 64 kg | Baatarsüchiin Tschindsorig | 0:3      | ausgeschieden | ausgeschieden | ausgeschieden | ausgeschieden | ausgeschieden | ausgeschieden | ausgeschieden | ausgeschieden | ausgeschieden |

### Gewichtheben
| Athleten      | Wettbewerb       | Reißen  | Reißen | Stoßen  | Stoßen | Zweikampf | Zweikampf | Rang |
| Athleten      | Wettbewerb       | Gewicht | Rang   | Gewicht | Rang   | Gewicht   | Rang      | Rang |
| ------------- | ---------------- | ------- | ------ | ------- | ------ | --------- | --------- | ---- |
| Männer        |                  |         |        |         |        |           |           |      |
| Faris Ibrahim | Klasse bis 85 kg | 158 kg  | 10     | 203 kg  | 7      | 361 kg    | 8         | 8    |

### Handball
| Wettbewerb    | Männer |
| ------------- | --- |
| Athleten      | Danijel Šarić Goran Stojanović Žarko Marković Hassan Mabrouk Marko Bagarić Bertrand Roiné Rafael Capote Abdulrazzaq Murad Eldar Memišević Bassel al-Rayes Nasreddine Megdich Borja Vidal Kamalaldin Mallash Ameen Zakkar Mustafa al-Karad |
| Trainer       | Valero Rivera () |
| Gruppenphase  | Kroatien 30:23 (14:8) Frankreich 20:35 (13:16) Tunesien 25:25 (11:12) Dänemark 25:26 (14:14) Argentinien 22:18 (12:9) |
| Viertelfinale | Deutschland 22:34 (12:16) |
| Halbfinale    | ausgeschieden |
| Finale        | ausgeschieden |
| Platzierung   | 8. Platz |

### Judo
| Athleten      | Wettbewerb | 1. Runde       | 1. Runde    | 2. Runde      | 2. Runde      | Viertelfinale | Viertelfinale | Halbfinale / Trostrunde | Halbfinale / Trostrunde | Finale / Platz 3 | Finale / Platz 3 | Rang |
| Athleten      | Wettbewerb | Gegner         | Ergebnis    | Gegner        | Ergebnis      | Gegner        | Ergebnis      | Gegner                  | Ergebnis                | Gegner           | Ergebnis         | Rang |
| ------------- | ---------- | -------------- | ----------- | ------------- | ------------- | ------------- | ------------- | ----------------------- | ----------------------- | ---------------- | ---------------- | ---- |
| Männer        |            |                |             |               |               |               |               |                         |                         |                  |                  |      |
| Morad Zemouri | bis 73 kg  | D. van Tichelt | 000s0:100s0 | ausgeschieden | ausgeschieden | ausgeschieden | ausgeschieden | ausgeschieden           | ausgeschieden           | ausgeschieden    | ausgeschieden    | 17   |

### Leichtathletik
Laufen und Gehen 
| Athleten                 | Wettbewerb | Runde 1         | Runde 1         | Halbfinale      | Halbfinale      | Finale          | Finale          | Rang            |
| Athleten                 | Wettbewerb | Zeit            | Rang            | Zeit            | Rang            | Zeit            | Rang            | Rang            |
| ------------------------ | ---------- | --------------- | --------------- | --------------- | --------------- | --------------- | --------------- | --------------- |
| Frauen                   |            |                 |                 |                 |                 |                 |                 |                 |
| Dalal Mesfer al-Harith   | 400 m      | 1:07,12 min     | 56              | ausgeschieden   | ausgeschieden   | ausgeschieden   | ausgeschieden   | 56              |
| Männer                   |            |                 |                 |                 |                 |                 |                 |                 |
| Femi Ogunode             | 100 m      | 10,28 s         | 37              | ausgeschieden   | ausgeschieden   | ausgeschieden   | ausgeschieden   | 37              |
| Femi Ogunode             | 200 m      | 20,36 s         | 23              | ausgeschieden   | ausgeschieden   | ausgeschieden   | ausgeschieden   | 23              |
| Abdalelah Haroun         | 400 m      | 45,76 s         | 25              | 46,66 s         | 23              | ausgeschieden   | ausgeschieden   | 23              |
| Abubaker Haydar Abdalla  | 800 m      | 1:47,81 min     | 28              | ausgeschieden   | ausgeschieden   | ausgeschieden   | ausgeschieden   | 28              |
| Abdulrahman Musaeb Balla | 800 m      | nicht gestartet | nicht gestartet | nicht gestartet | nicht gestartet | nicht gestartet | nicht gestartet | nicht gestartet |

 Springen und Werfen 
| Athleten              | Wettbewerb | Qualifikation | Qualifikation | Finale        | Finale        | Rang   |
| Athleten              | Wettbewerb | Weite/Höhe    | Rang          | Weite/Höhe    | Rang          | Rang   |
| --------------------- | ---------- | ------------- | ------------- | ------------- | ------------- | ------ |
| Männer                |            |               |               |               |               |        |
| Mutaz Essa Barshim    | Hochsprung | 2,29 m        | 1             | 2,36 m        | 2             | Silber |
| Ashraf Amgad el-Seify | Hammerwurf | 73,47 m       | 12            | 75,46 m       | 5             | 5      |
| Ahmed Bader Magour    | Speerwurf  | 77,19 m       | 16            | ausgeschieden | ausgeschieden | 16     |

### Reiten
| Springen |            |                  |               |                 |              |              |              |      |
| Athleten | Wettbewerb | Strafpunkte      | Strafpunkte   | Strafpunkte     | Strafpunkte  | Strafpunkte  | Strafpunkte  | Rang |
| Athleten | Wettbewerb | 1. Qualifikation | Nationenpreis | Nationenpreis   | Einzelfinale | Einzelfinale | Einzelfinale | Rang |
| Athleten | Wettbewerb | 1. Qualifikation | 1. Umlauf     | 2. Umlauf       | 1. Umlauf    | 2. Umlauf    | Stechen      | Rang |
| Hamad Ali Mohamed Al Attiyah mit Appagino | Einzel     | (8)              | (5)           | nicht gestartet | –            | –            | –            | 50   |
| Ali Al Rumaihi mit Gunder | Einzel     | (1)              | (1)           | (2)             | 4            | 5            | –            | 16   |
| Ali bin Chalid Al Thani mit First Devision | Einzel     | (0)              | (4)           | (1)             | 0            | 0            | 8            | 6    |
| Bassem Hassan Mohammed mit Dejavu | Einzel     | (4)              | (4)           | (5)             | 8            | –            | –            | 28   |
| Hamad Ali Mohamed Al Attiyah mit Appagino Ali Al Rumaihi mit Gunder Ali bin Chalid Al Thani mit First Devision Bassem Hassan Mohammed mit Dejavu | Mannschaft | (5)              | 9             | –               |              |              |              | 9    |

### Schießen
| Athleten           | Wettbewerb | Qualifikation   | Qualifikation | Finale          | Finale        | Ringe/ Scheiben | Rang |
| Athleten           | Wettbewerb | Ringe/ Scheiben | Rang          | Ringe/ Scheiben | Rang          | Ringe/ Scheiben | Rang |
| ------------------ | ---------- | --------------- | ------------- | --------------- | ------------- | --------------- | ---- |
| Männer             |            |                 |               |                 |               |                 |      |
| Nasser Al-Attiyah  | Skeet      | 111             | 31            | ausgeschieden   | ausgeschieden | 111             | 31   |
| Rashid Saleh Hamad | Skeet      | 109             | 32            | ausgeschieden   | ausgeschieden | 109             | 32   |

### Schwimmen
| Athleten         | Wettbewerb          | Vorlauf     | Vorlauf | Halbfinale    | Halbfinale    | Finale        | Finale        | Rang |
| Athleten         | Wettbewerb          | Zeit        | Rang    | Zeit          | Rang          | Zeit          | Rang          | Rang |
| ---------------- | ------------------- | ----------- | ------- | ------------- | ------------- | ------------- | ------------- | ---- |
| Frauen           |                     |             |         |               |               |               |               |      |
| Nada Arkajia     | 100 m Schmetterling | 1:18,86 min | 44      | ausgeschieden | ausgeschieden | ausgeschieden | ausgeschieden | 44   |
| Männer           |                     |             |         |               |               |               |               |      |
| Noah al-Khulaifi | 100 m Rücken        | 1:07,47 min | 39      | ausgeschieden | ausgeschieden | ausgeschieden | ausgeschieden | 39   |

### Tischtennis
| Athleten | Wettbewerb | 1. Runde | 1. Runde | 2. Runde        | 2. Runde | 3. Runde           | 3. Runde | 4. Runde      | 4. Runde      | Viertelfinale | Viertelfinale | Halbfinale    | Halbfinale    | Finale        | Finale        | Rang          |
| Athleten | Wettbewerb | Gegner   | Ergebnis | Gegner          | Ergebnis | Gegner             | Ergebnis | Gegner        | Ergebnis      | Gegner        | Ergebnis      | Gegner        | Ergebnis      | Gegner        | Ergebnis      | Rang          |
| -------- | ---------- | -------- | -------- | --------------- | -------- | ------------------ | -------- | ------------- | ------------- | ------------- | ------------- | ------------- | ------------- | ------------- | ------------- | ------------- |
| Männer   |            |          |          |                 |          |                    |          |               |               |               |               |               |               |               |               |               |
| Li Ping  | Einzel     | Freilos  | Freilos  | Ádám Pattantyús | 4:0      | Dimitrij Ovtcharov | 3:4      | ausgeschieden | ausgeschieden | ausgeschieden | ausgeschieden | ausgeschieden | ausgeschieden | ausgeschieden | ausgeschieden | ausgeschieden |